# Histoire de l'Azerbaïdjan (Iran)
L'histoire de l'Azerbaïdjan, région historique du nord-ouest de l'Iran, s'étend sur des milliers d'années. Elle ne doit pas être confondue avec celle de la république d'Azerbaïdjan, dans le Caucase du Sud, qui s'est approprié ce nom lors de sa fondation en 1918 (voir l'article « Débat autour du nom de l'Azerbaïdjan »).

## Antiquité

### Époque archaïque

Urartu vers 700 avant notre ère.

Durant l'âge du fer, la partie occidentale de l'Azerbaïdjan actuel était peuplée d'Urartiens.
Mannaea était un ancien royaume situé dans le nord-ouest de l'Iran, au sud du lac d'Ourmia, vers les Xe-VIIe siècles avant notre ère.
Matiene devint une satrapie de l'Empire mède jusqu'à la conquête perse, quand, avec les tribus des Saspires et des Alaradiens (restes des Urartiens), elle devint une partie de la XVIIIe satrapie de l'Empire achéménide.

### Ātṛpātakāna

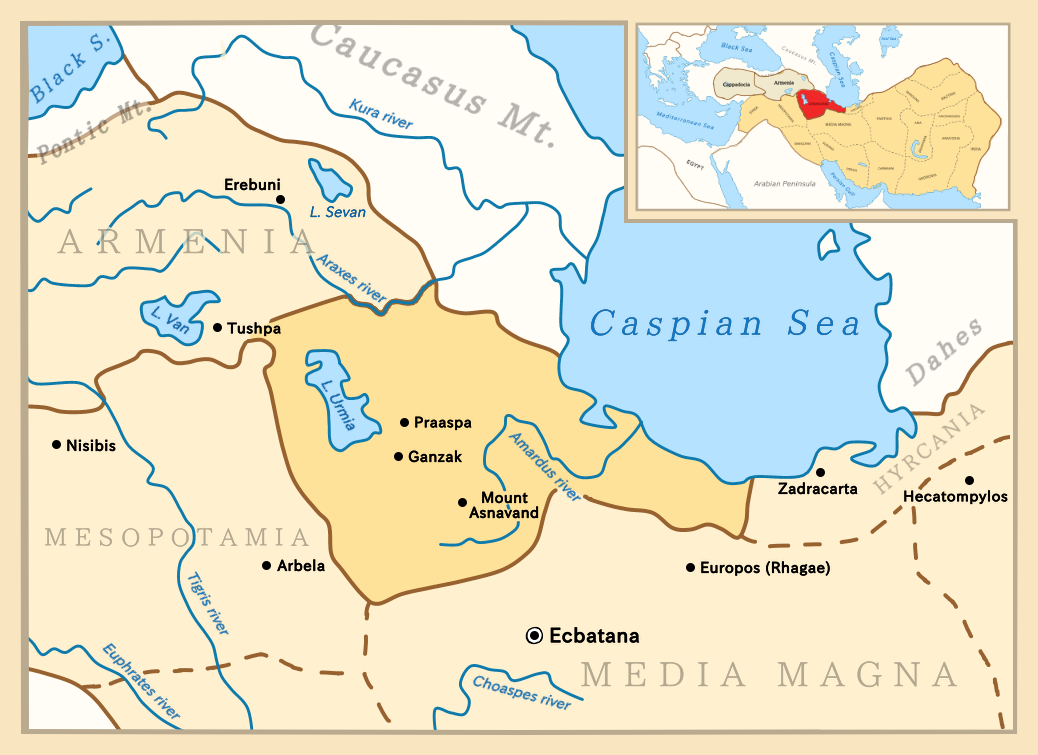
Ātṛpātakāna

L'Ātṛpātakāna (nom vieux-perse ; dans les sources grecques anciennes : Ἀτροπατηνή Atropatēnḗ) fut fondée vers 323 avant notre ère par *Ātṛpāta (dans les sources grecques anciennes : Ἀτροπάτης Atropátēs), un noble perse qui avait servi Darius III puis Alexandre le Grand. L'Ātṛpātakāna exista en tant que royaume indépendant.
Entre la période séleucide et la période sassanide, la partie nord-ouest de la région a fait partie du royaume historique de l'Arménie (province de Persarménie), comme en témoignent les monastères de Dzordzor, de Saint-Stepanos de Djolfa et de Qareh Kelisa (« église noire » en turc), inscrits au patrimoine mondial.

### Ādurbādagān
En 226 de notre ère, l'Ādurbādagān (nom moyen-perse) se soumit au premier empereur sassanide, Ardachir Ier.

## Moyen-Âge
L'Azerbaïdjan fit partie des différents califats et empires qui régnèrent sur l'Iran au Moyen-Âge, après la conquête islamique. Il était clairement délimité au nord par l'Aras qui le séparait de l'Arran.

### Conquête musulmane
En 643, le second calife, Omar, ordonna l'invasion de l'Azerbaïdjan, qui fut incorporé dans le Califat bien guidé.

### Ères abbasside, sajide, sallaride et rawwadide
L'Azerbaïdjan fut gouverné par les Abbassides, les Sajides, les Sallarides puis les Rawwadides.

### Ère seldjoukide et début de turcisation
À l'époque seldjoukide, le turc azerbaïdjanais apparut dans la région. Au fil des siècles, il remplacerait progressivement l'ancienne langue azérie (qui appartenait à la famille des langues iraniennes).

### Ères anouchtéguinide, houlagouïde, timouride, qara-qoyounlou et aq-qoyounlou
Après les Seldjoukides, l'Azerbaïdjan fut gouverné par les Anouchtéguinides. Le khagan mongol Ögedeï conquit Maragha en 1231. L'Azerbaïdjan fut ensuite gouverné par les Houlagouïdes, les Timourides, les Qara Qoyounlous puis les Aq Qoyounlous.

## Époque moderne

### Azerbaïdjan safavide
De 1501 à 1736, l'Azerbaïdjan fit partie de l'Empire safavide. Depuis leur base à Ardabil, les Safavides établirent leur contrôle sur certaines parties du Grand Iran. Tabriz devint la capitale des Safavides jusqu'en 1555.

### Khanats d'Azerbaïdjan

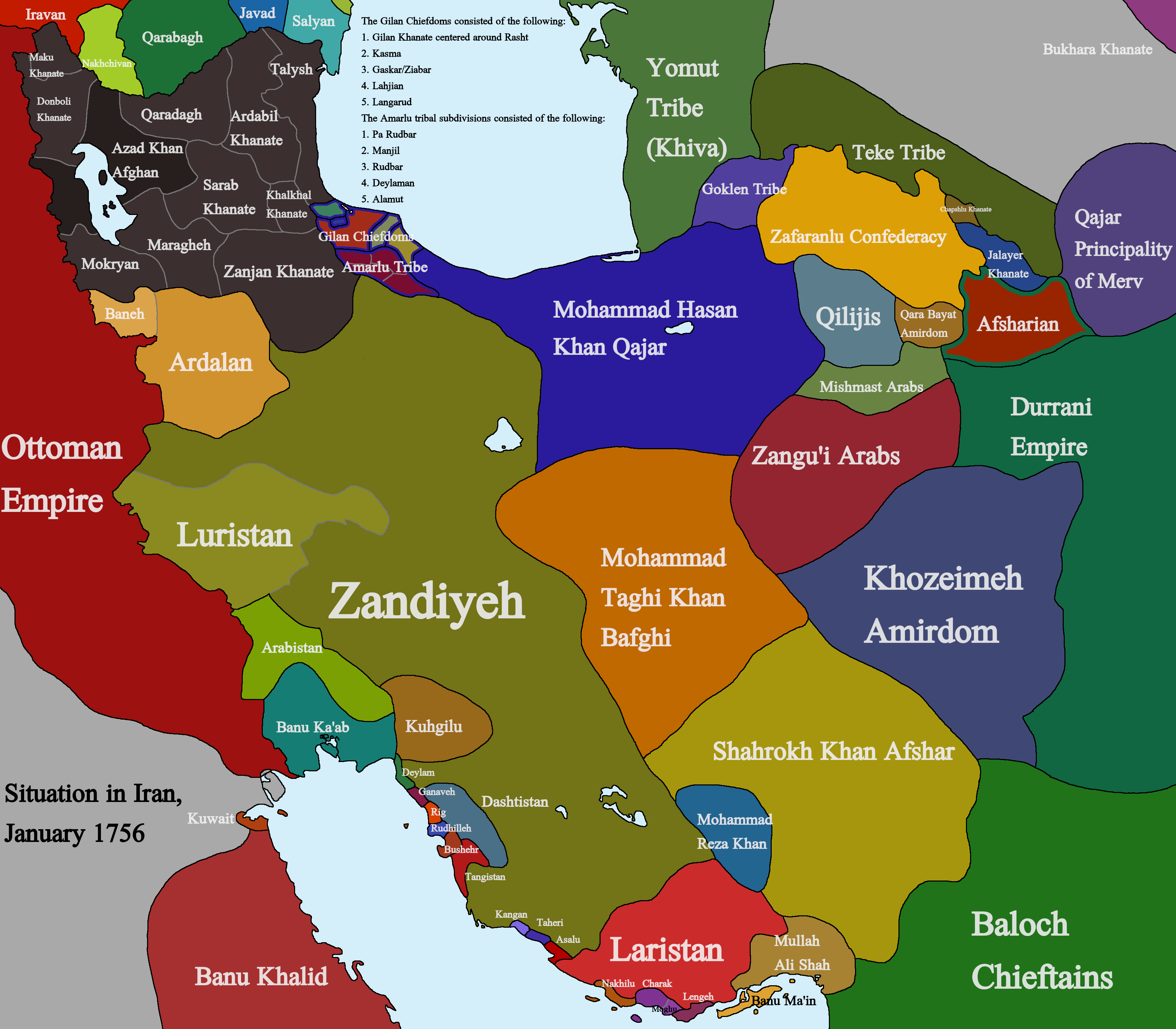
Les khanats d'Azerbaïdjan (en marron) en Iran en 1756.

Des khanats émergèrent en Azerbaïdjan après la mort de Nader Chah en 1747, en même temps que les khanats du Caucase voisin.

### Azerbaïdjan qadjar
De 1789 à 1925, l'Azerbaïdjan fit partie de l'Empire qadjar. Alors que les khanats du Caucase furent perdus au profit de l'Empire russe à la suite de la guerre russo-persane de 1804-1813, les khanats d'Azerbaïdjan restèrent sous l'autorité de la Perse qadjare. Certains de ces khanats furent démantelés au XIXe siècle par les Qadjars. D'autres khanats furent autorisés à demeurer par les Qadjars jusqu'au XXe siècle, et furent finalement démantelés par Reza Chah Pahlavi.
L'armée impériale russe occupa ce territoire en 1909, puis entre 1912 et 1914. Pendant la Première Guerre mondiale, la Russie occupa de nouveau l'Azerbaïdjan entre 1915 et 1918, tandis que les Ottomans l'occupèrent entre 1914 et 1915 et entre 1918 et 1919. Pendant cette guerre, la France envoya du soutien à l'armée russe sous la forme de l'ambulance alpine du Caucase, stationnée à Ourmia. Les armées de l'URSS occupèrent ensuite l'Azerbaïdjan entre 1920 et 1921.

## Époque contemporaine
Reza Chah Pahlavi démantela les derniers khanats. En 1937, sous Reza Chah Pahlavi, l'Azerbaïdjan fut rebaptisé Ostân-e Shomâl-e Gharb (la province du Nord-Ouest). Peu de temps après, l'Azerbaïdjan fut divisé en une partie orientale et une partie occidentale qui furent rebaptisées Ostân-e Sevom (la Troisième Province) et Ostân-e Tchahârom (la Quatrième Province) respectivement. En 1941, l'Azerbaïdjan fut occupé par les Soviétiques. Le Gouvernement populaire d'Azerbaïdjan et la république de Mahabad furent créés respectivement en 1945 et 1946 et furent tous deux dissous en 1946.
En 1961, la Troisième Province fut rebaptisée Azerbaïdjan oriental et la Quatrième Province fut rebaptisée Azerbaïdjan occidental. En 1993, la province d'Ardabil fut séparée de l'Azerbaïdjan oriental.

## Sources
- (en) C. E. Bosworth, « AZERBAIJAN iv. Islamic History to 1941 », dans Encyclopædia Iranica, 1987 (lire en ligne)
- (en) B. Kuniholm, « AZERBAIJAN v. History from 1941 to 1947 », dans Encyclopædia Iranica, 1988 (lire en ligne)
- (en) K. Schippmann, « AZERBAIJAN iii. Pre-Islamic History », dans Encyclopædia Iranica, 1987 (lire en ligne)